# Toerisme in Noord-Korea

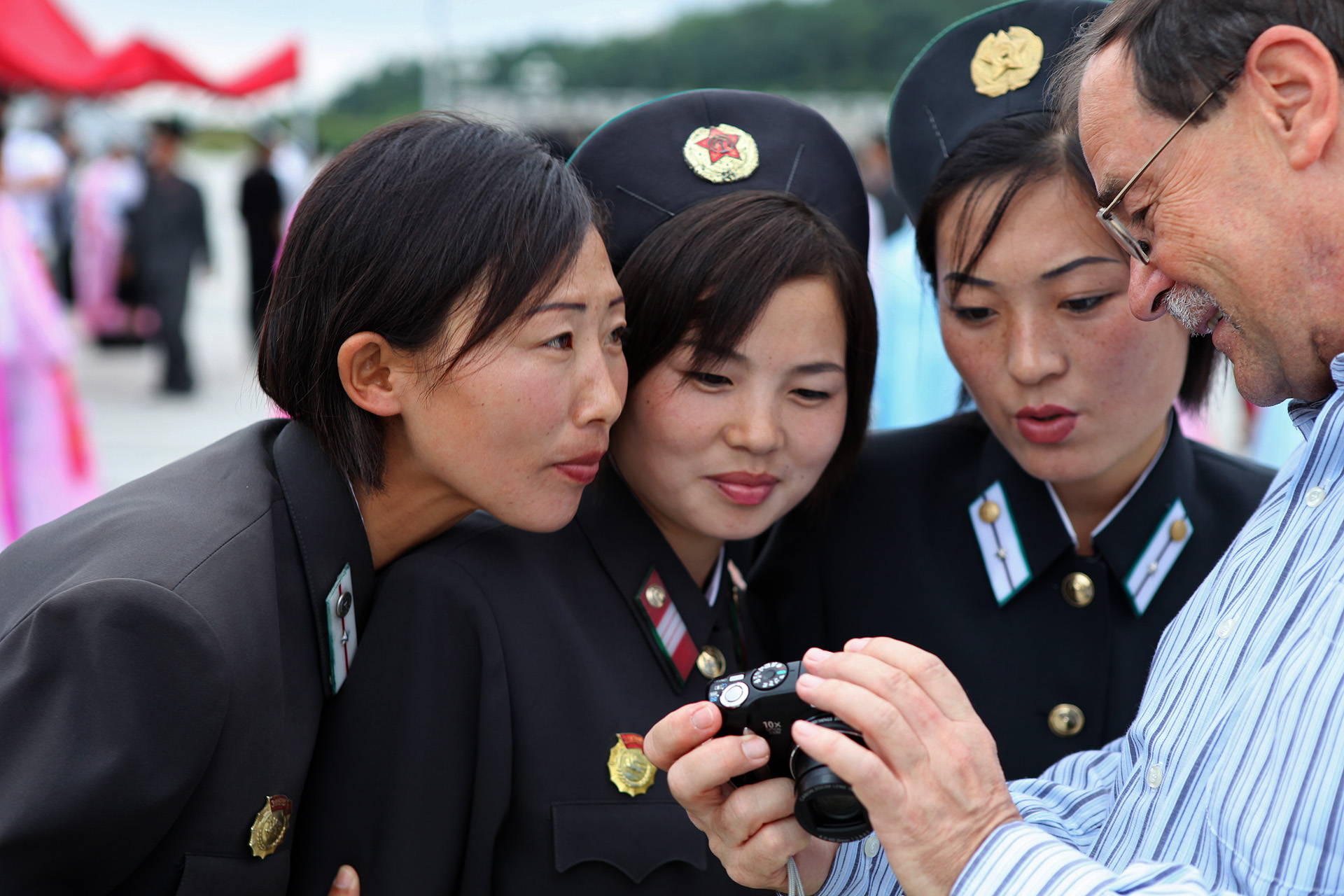
Een buitenlandse toerist met de lokale bevolking

Het toerisme in Noord-Korea wordt hoofdzakelijk georganiseerd door Noord-Koreaanse reisbureaus die eigendom zijn van de staat: Korea International Travel Company (KITC), Korean International Sports Travel Company (KISTC) en Korean International Youth Company (KIYTC). Toerisme wordt in Noord-Korea sterk gecontroleerd door de regering, wat een van de redenen is waarom het geen veelbezochte reisbestemming is. Jaarlijks wordt Noord-Korea bezocht door ongeveer 3000 tot 10.000 westerse toeristen, samen met enkele duizenden Aziaten. Toeristen mogen in Noord-Korea uitsluitend reizen onder leiding van een aangewezen Noord-Koreaanse gids. De noordelijke grens met China is sinds juni 2011 wel enigszins open; het is voor Chinese burgers mogelijk om met hun eigen voertuig naar Luo, een Noord-Koreaanse grensregio, te reizen, waar ze vrij op verkenning mogen alsook fotograferen. Dit wordt gezien als een eerste stap naar meer uitgebreid toerisme in de regio. Fotografie en interactie met de lokale bevolking worden wel strikt gecontroleerd.

## Visum
In principe is het voor elke persoon toegestaan om te reizen naar Noord-Korea; alleen Zuid-Koreanen en journalisten wordt doorgaans toegang geweigerd. Speciale reisbureaus helpen potentiële toeristen door het bureaucratische proces. Bezoekers mogen niet reizen buiten de aangewezen toerregio's en reizen mag in geen geval zonder een Noord-Koreaanse gids. In de periode voor 2010 konden inwoners van de Verenigde Staten geen visum krijgen voor Noord-Korea (alleen tijdens het Arirang Festival was dit wel mogelijk). Zuid-Koreanen hebben toestemming nodig van beide regeringen (de Zuid- en de Noord-Koreaanse) om Noord-Korea te mogen betreden; meestal wordt deze niet gegeven (door geen van beide regeringen). Wel kent Noord-Korea een klein aantal speciale toeristische gebieden die iets makkelijker toegankelijk zijn voor Zuid-Koreanen.
Alleen voor inwoners van Maleisië en Singapore is het mogelijk om Noord-Korea te betreden zonder visum.